# William Jewett Tucker
Pour les articles homonymes, voir Tucker.
William Jewett Tucker (1839-1926) était un révérend et le neuvième président du Dartmouth College dans New Hampshire ( États-Unis) de 1893 à 1909.
C’est sous la présidence de William Jewett Tucker (1893-1909) que le Dartmouth College entra véritablement dans la modernité. Il fit construire plus de 20 nouveaux bâtiments, le nombre d’étudiants dépassa les 1 100 et les formations proposes furent élargies, notamment en sciences physiques. John Sloan Dickey fut son successeur.